# Кашуба Йосип Микитович
Йосип Микитович Кашуба (1873–1942) — фундатор Київської капели бандуристів.

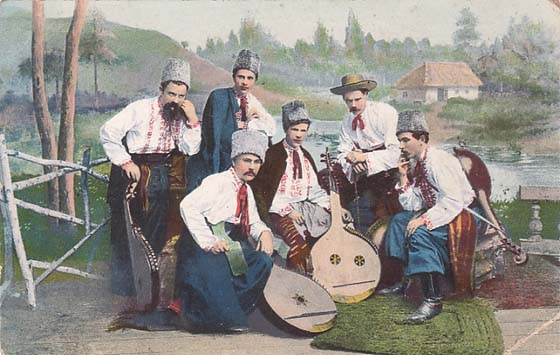
Студентська капела бандуристів (1908). На фотографії: 1. Кашуба (Кошуба) Марко Пилипович (1875—1934), 2. Копань (Копан) Георгій Якович (1890—1937) 3. Панченко Федір Петрович, (без бандури) 4) Сидить Потапенко Василь Васильович, (колишній поводир Т. Пархоменка) 5) Яценко в капелюсі (організатор капели) (1870-1935) 6) Войцех Григорій Євтихович (1877—1937)

Кашуба Київську капелу бандуристів відновив в 1923 році. Учасник Київської капели бандуристів з 1923 р. Арештований. Репресований. В праці О. Корнієвського записаний як Марко Григорович Кашуба (1875—1937). В іншому місті Корнієвський пише що він Марко Пилипович Кашуба 1875 року народження. Він був учнем Василя Потапенка з 1906 р. Арештований  в червні 1934 р Помер 1942 в Колимі.